# Edgar Faure
Edgar Faure (tiếng Pháp: [ɛdɡaʁ foʁ]; 18 tháng 8 năm 1908 – 30 tháng 3 năm 1988), là nhà sử học, nhà phê bình và chính trị gia người Pháp. Faure là một trong những thành viên chủ chốt của Đảng Cấp tiến, và từng giữ nhiều vị trí bộ trưởng của nhiều nội các khác nhau của nền Đệ tứ Cộng hòa. Ông từng giữ chức Chủ tịch Hội đồng bộ trưởng vào năm 1952 và 1955–1956. Dưới nền Đệ ngũ Cộng hòa, ông cũng là bộ trưởng của hai Tổng thống Charles de Gaulle và Georges Pompidou, trước khi trở thành Chủ tịch Hạ viện giai đoạn 1973–1978. Là một nhà lý luận học và chính trị học tài năng, Faure được vinh danh tại Viện hàn lâm Pháp vào năm 1978.

## Sách
- Pascal: le procès des provinciales, Firmin Didot, 1930
- Le Pétrole dans la paix et dans la guerre, Nouvelle revue critique, 1938
- Pour rencontrer M. Marshes, Sequana Éditeur, 1942 (tiểu thuyết trinh thám ký tên Ed Faure, tái bản tháng 10 năm 2018)
- L'installation du président Fitz Mole, Sequana Éditeur (tiểu thuyết trinh thám ký tên Ed Faure, tái bản tháng 10 năm 2018)
- Mr Langois n'est pas toujours égal à lui-même Julliard 1950 (tiểu thuyết ký tên Edgar Sanday, tái bản tháng 10 năm 2018)
- Le Serpent et la Tortue (les problèmes de la Chine populaire), Juillard, 1957
- La Disgrâce de Turgot, Gallimard, 1961
- Etude de la capitation de Dioclétien d'après le Panégyrique VIII, Sirey, 1961 (đề tài Tiến sĩ luật)
- Prévoir le présent, Gallimard, 1966
- L'Éducation nationale et la participation, Plon, 1968
- Philosophie d'une réforme, Plon, 1969
- L'Âme du combat, Fayard, 1969
- Ce que je crois, Grasset, 1971
- Pour un nouveau contrat social, Seuil, 1973
- Au-delà du dialogue avec Philippe Sollers, Balland, 1977
- La Banqueroute de Law, Gallimard, 1977
- La Philosophie de Karl Popper et la société politique d'ouverture, Firmin Didot, 1981
- Mémoires I, « Avoir toujours raison, c'est un grand tort », Plon, 1982
- Mémoires II, « Si tel doit être mon destin ce soir », Plon, 1984, (giải 9 của Quỹ Pierre-Lafue, 1985)
- Discours prononcé pour la réception de Senghor à l'Académie française, 2014

## Điện ảnh
- Edgar Faure, l'enragé du Bien Public (2007), phim tài liệu truyền hình của Bernard Favre
- La Loi (2014), phim tài liệu của Christian Faure, do Laurent Claret thủ vai